# Jan Kurnakowicz

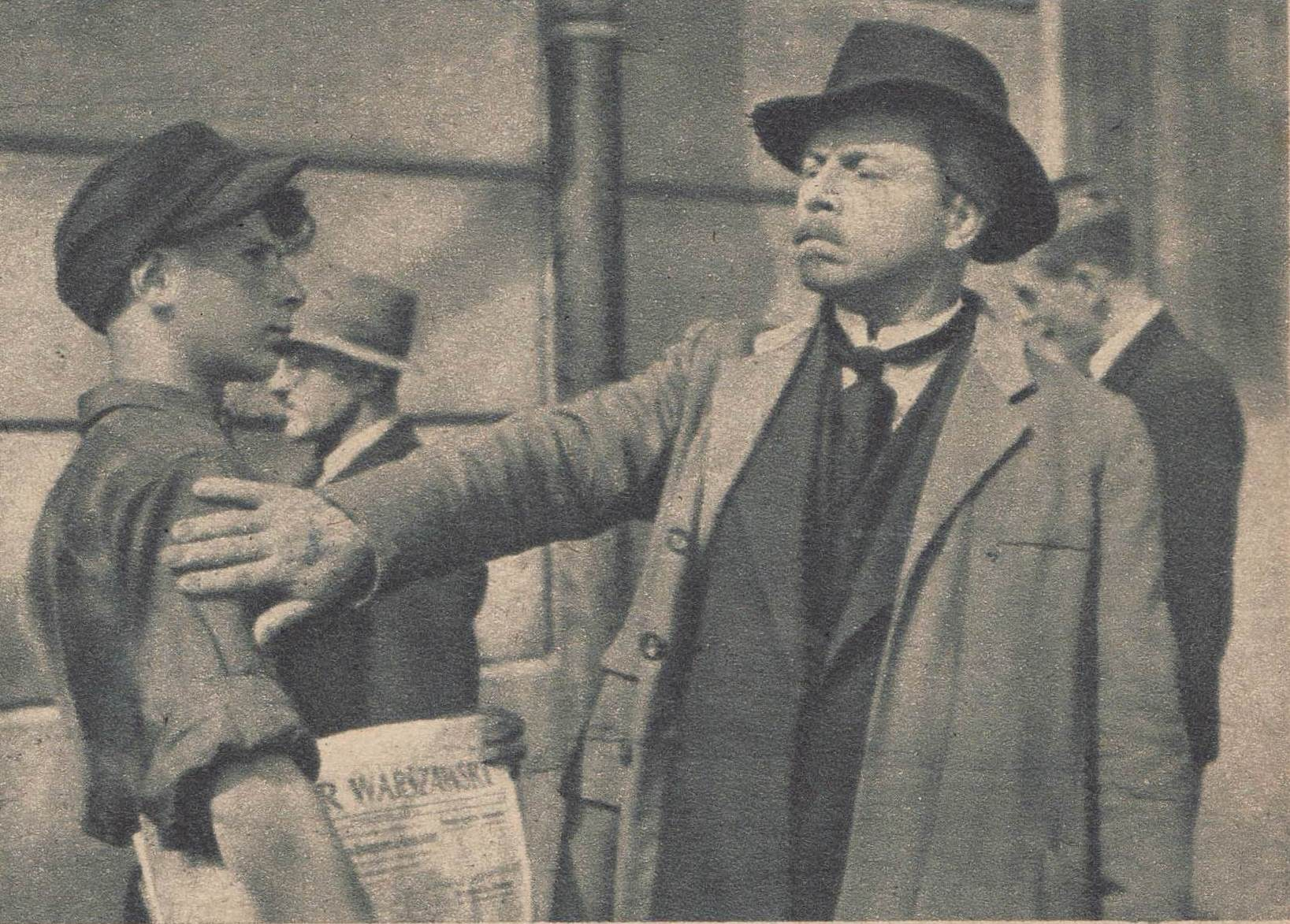
Jan Kurnakowicz w filmie Zakazane piosenki, 1946

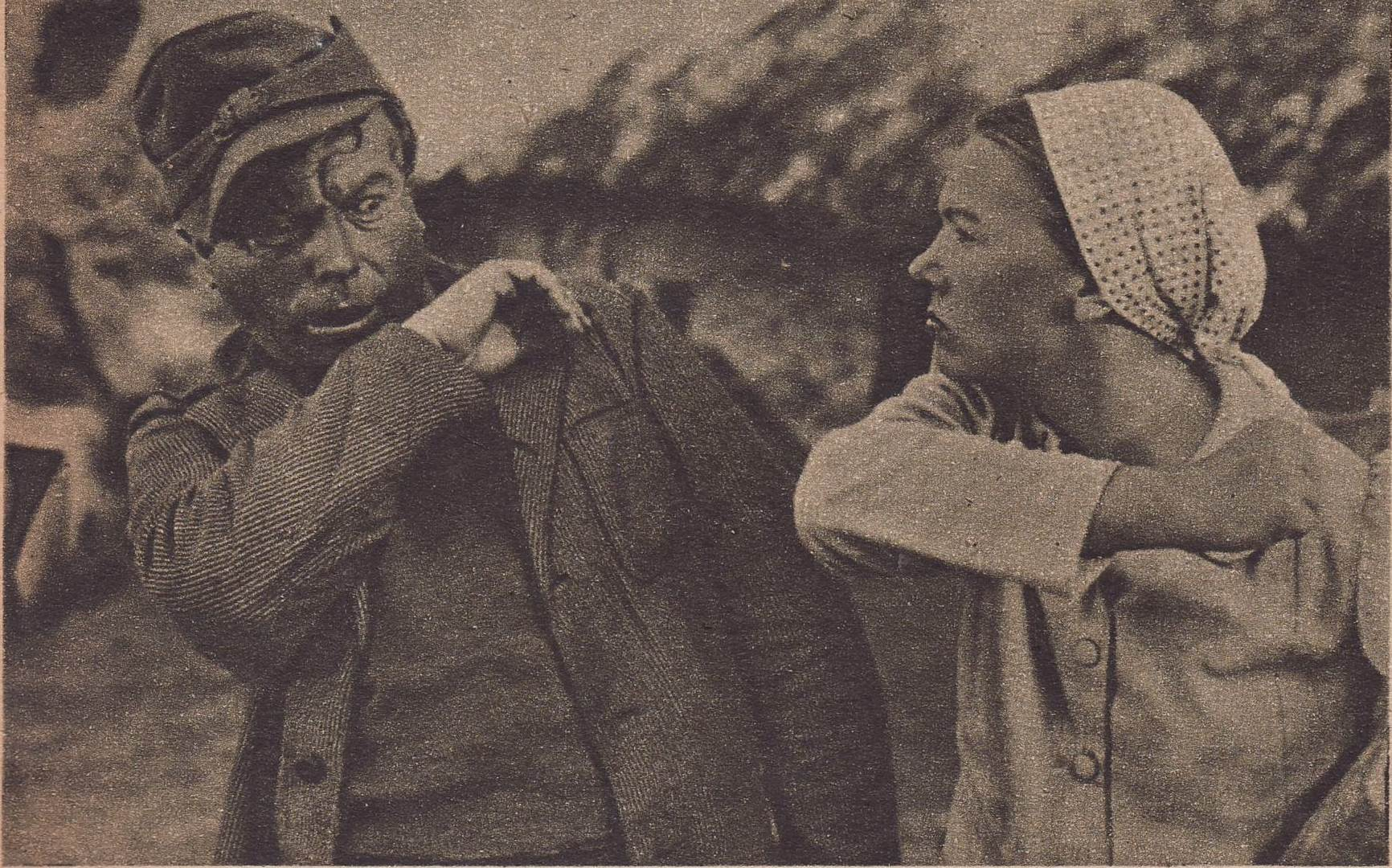
Jan Kurnakowicz i Hanka Bielicka w filmie Jasne łany, 1947

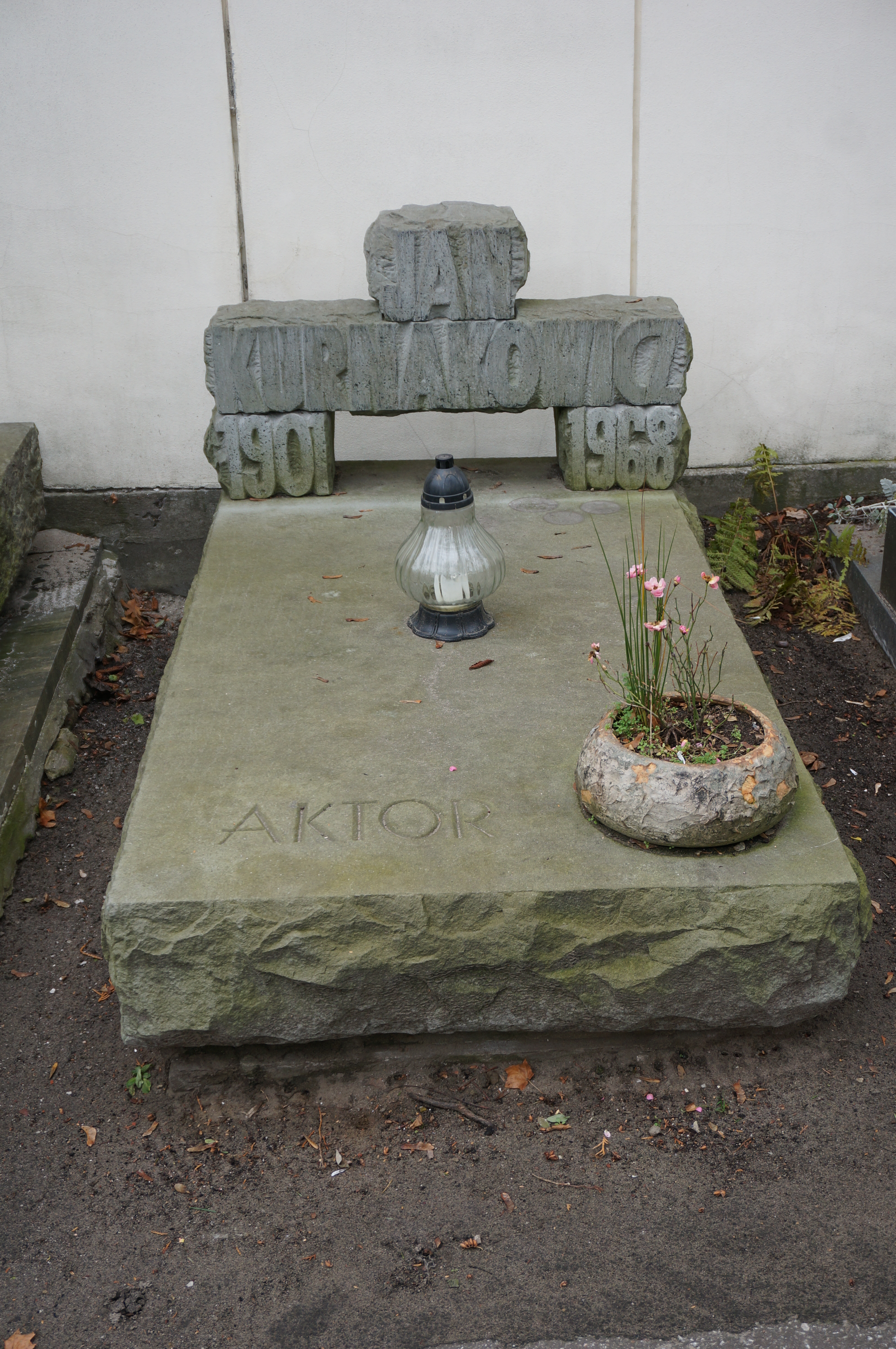
Grób Jana Kurnakowicza na cmentarzu Powązkowskim w Warszawie

Jan Kurnakowicz (ur. 27 stycznia 1901 w Wilnie, zm. 4 października 1968 w Warszawie) – polski aktor teatralny i filmowy.

## Życiorys
Był synem Kazimierza, kolejarza, i Marii z Progulbickich. W 1920 ukończył państwową szkołę dramatyczną w Piotrogradzie. Występował od 1 lutego 1921, początkowo w Pawłowsku pod Petersburgiem. 
Szczególnie zasłużony dla Sceny Narodowej, na której zaczął występować w 1925. Popularny już przed wojną, zwłaszcza jednak po wojnie stworzył tam wielkie role klasyczne takie, jak wielki książę Konstanty w Kordianie czy Cześnik w Zemście, którą to rolę zagrał również w filmie Antoniego Bohdziewicza z 1956. Występował często w słuchowiskach radiowych i jako recytator.
W 1952 otrzymał Nagrodę Państwową I stopnia za wybitne osiągnięcie artystyczne w roli Horodniczego w sztuce Gogola pt. Rewizor w Państwowym Teatrze Narodowym w Warszawie.
Według Marty Fik, Kurnakowicz posiadał niezwykłą umiejętność wcielania się w postać – nie tylko jej cech wewnętrznych, lecz i fizycznych – i to przy minimalnej charakteryzacji. 
Został pochowany na cmentarzu Powązkowskim (kwatera Aleja Zasłużonych-1-155).

## Życie prywatne
Był mężem Anny z Tymińskich.

## Filmografia
- Mocny człowiek (1929)
- Na Sybir (1930)
- Rok 1914 (1932)
- Dzieje grzechu (1933)
- Prokurator Alicja Horn (1933)
- Barbara Radziwiłłówna (1936)
- Bohaterowie Sybiru (1936)
- Pan Twardowski (1936)
- Tajemnica Panny Brinx (1936)
- Ty, co w Ostrej świecisz Bramie... (1937)
- Dziewczyna szuka miłości (1938)
- Kościuszko pod Racławicami (1938)
- Sygnały (1938)
- Przygody pana Piorunkiewicza (1939)
- Zakazane piosenki (1946)
- Jasne łany (1947)
- Miasto nieujarzmione (1950)
- Warszawska premiera (1950)
- Młodość Chopina (1951)
- Sprawa do załatwienia (1953)
- Żołnierz zwycięstwa (1953)
- Zemsta (1956)
- Deszczowy lipiec (1957)
- Król Maciuś I (1957)

## Ordery i odznaczenia
- Order Sztandaru Pracy II klasy (22 lipca 1949)[5]
- Krzyż Komandorski Orderu Odrodzenia Polski (15 lipca 1954)[6]
- Złoty Krzyż Zasługi[1]
- Medal 10-lecia Polski Ludowej (22 lipca 1955)[7]